# Balocco
Balocco (piemontesisch Balòch) ist eine Gemeinde in der italienischen Provinz Vercelli (VC), Region Piemont.

## Lage und Einwohner
Balocco liegt 20 km nordwestlich von der Provinzhauptstadt Vercelli, direkt an der Autostrada 4 und hat 214 Einwohner (Stand 31. Dezember 2023). Nachbargemeinden sind Buronzo, Carisio, Formigliana, San Giacomo Vercellese und Villarboit.
Das Gemeindegebiet umfasst eine Fläche von 16 km².

## Wirtschaft
Hier betreibt Stellantis ein Fahrzeug-Testzentrum (Centro Sperimentale Balocco) mit der Teststrecke Circuito di Balocco, sie war 1962 ursprünglich von der jetzigen Stellantis-Tochter Alfa Romeo gebaut worden.